# 積極的疫学調査
積極的疫学調査（せっきょくてきえきがくちょうさ、英: active surveillance） とは、なんらかの集団内での病気の発生やその原因などを調べる疫学的な調査のうち、状況に応じて柔軟に方法を選んで情報を集めるものをいう。公衆衛生の仕組みが発達した社会では、病院などからの報告をまとめて病気の発生状況等を監視するいわゆる疾病サーベイランスの体制が常時稼働しているが、そうした定常的なサーベイランスではカバーできない種類の調査をおこなうのが積極的疫学調査である(p153)。短期間にたくさんの患者が発生したこと（クラスターまたはアウトブレイク）や、それまで見つかっていなかった病気が新たに見つかったことなどを契機として始まることが多い。狭い意味では、公衆衛生機関の職員などが積極的に情報を集める活動を展開することだけを指す。広い意味では、病院などから定常的に集める報告事項の範囲を一時的に拡張するようなやりかたもふくむ。
小規模な村落や病院、学校などのような小さい集団ではその全員を対象として情報を集めることもできるが、多くの場合は、何らかの基準に基づいて、調査すべき優先度の高い一部の人を対象とする。病原体やその感染経路などがわかっている場合は、そうした知識に基づいて対象を絞り込む。ヒトからヒトに伝染する感染症の場合には、コンタクト・トレーシングの方法をとることがある。
日本においては、感染症法15条が、特定の感染症について、その発生あるいはまん延を防止するため、または発生の状況・動向・原因を明らかにするための調査の権限を、厚生労働大臣および保健所を設置する地方公共団体の首長にあたえている。日本の行政に関わる場面では、この規定に基づく調査という意味で「積極的疫学調査」ということばを使うことがある。